# Вайнленд (Колорадо)
Вайнленд (англ. Vineland) — переписна місцевість (CDP) в США, в окрузі Пуебло штату Колорадо. Населення — 269 осіб (2020).

## Географія
Вайнленд розташований за координатами 38°14′41″ пн. ш. 104°27′36″ зх. д. / 38.24472° пн. ш. 104.46000° зх. д. (38.244738, -104.459866).  За даними Бюро перепису населення США в 2010 році переписна місцевість мала площу 1,47 км², уся площа — суходіл.

## Демографія
Згідно з переписом 2010 року, у переписній місцевості мешкала 251 особа в 98 домогосподарствах у складі 75 родин. Густота населення становила 171 особа/км².  Було 109 помешкань (74/км²).
Расовий склад населення:
| - 88,8 % — білих - 2,4 % — корінних американців - 2,8 % — осіб інших рас |

До двох чи більше рас належало 6,0 %. Частка іспаномовних становила 34,7 % від усіх жителів.
За віковим діапазоном населення розподілялося таким чином: 24,7 % — особи молодші 18 років, 59,0 % — особи у віці 18—64 років, 16,3 % — особи у віці 65 років та старші. Медіана віку мешканця становила 42,4 року. На 100 осіб жіночої статі у переписній місцевості припадало 118,3 чоловіків;  на 100 жінок у віці від 18 років та старших — 107,7 чоловіків також старших 18 років.
Медіана доходів становила 46 563 долари для чоловіків та 31 310 доларів для жінок. За межею бідності перебувало 26,5 % осіб, у тому числі 24,0 % дітей у віці до 18 років та 79,4 % осіб у віці 65 років та старших.
Цивільне працевлаштоване населення становило 56 осіб. Основні галузі зайнятості: виробництво — 51,8 %, роздрібна торгівля — 14,3 %, публічна адміністрація — 12,5 %.